# Catedral del Santísimo Sacramento (Christchurch)

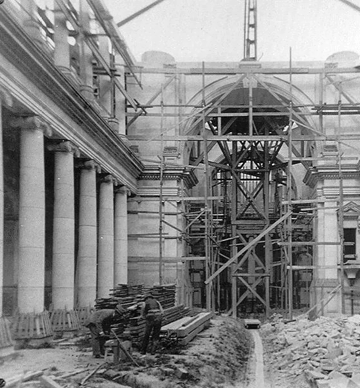
Catedral del Santísimo Sacramento de Christchurch, en construcción. La nave está llena de columnas jónicas.

La Catedral del Santísimo Sacramento (en inglés Cathedral of the Blessed Sacrament) estaba ubicada en el centro de la ciudad de Christchurch, en Nueva Zelanda. Conocida comúnmente como la Basílica de Christchurch, era la catedral católica de la diócesis de Christchurch. Fue diseñada por el arquitecto Francis Petre.
El 22 de febrero de 2011 quedó gravemente dañada y algunas partes destruidas a causa de un terremoto de 6,3 Mw. La catedral era descrita como uno de los mejores ejemplos de arquitectura religiosa en Australasia. Era llamada popularmente "Basílica de Christchurch" por su arquitectura, pero en realidad no era una basílica en sí, pues no había sido declarada por el sumo pontífice como basílica menor. En realidad, actualmente no existe en Nueva Zelanda ningún templo con la dignidad de "basílica menor" otorgada expresamente por el papa.
La decisión de demoler la catedral se hizo pública el 4 de agosto de 2019. Los trabajos de demolición se completaron en 2021. El 7 de diciembre de 2019, se anunció que una nueva catedral católica de 85 millones de dólares estará terminada en 2025, y se ubicará junto a la plaza Victoria.

## Construcción

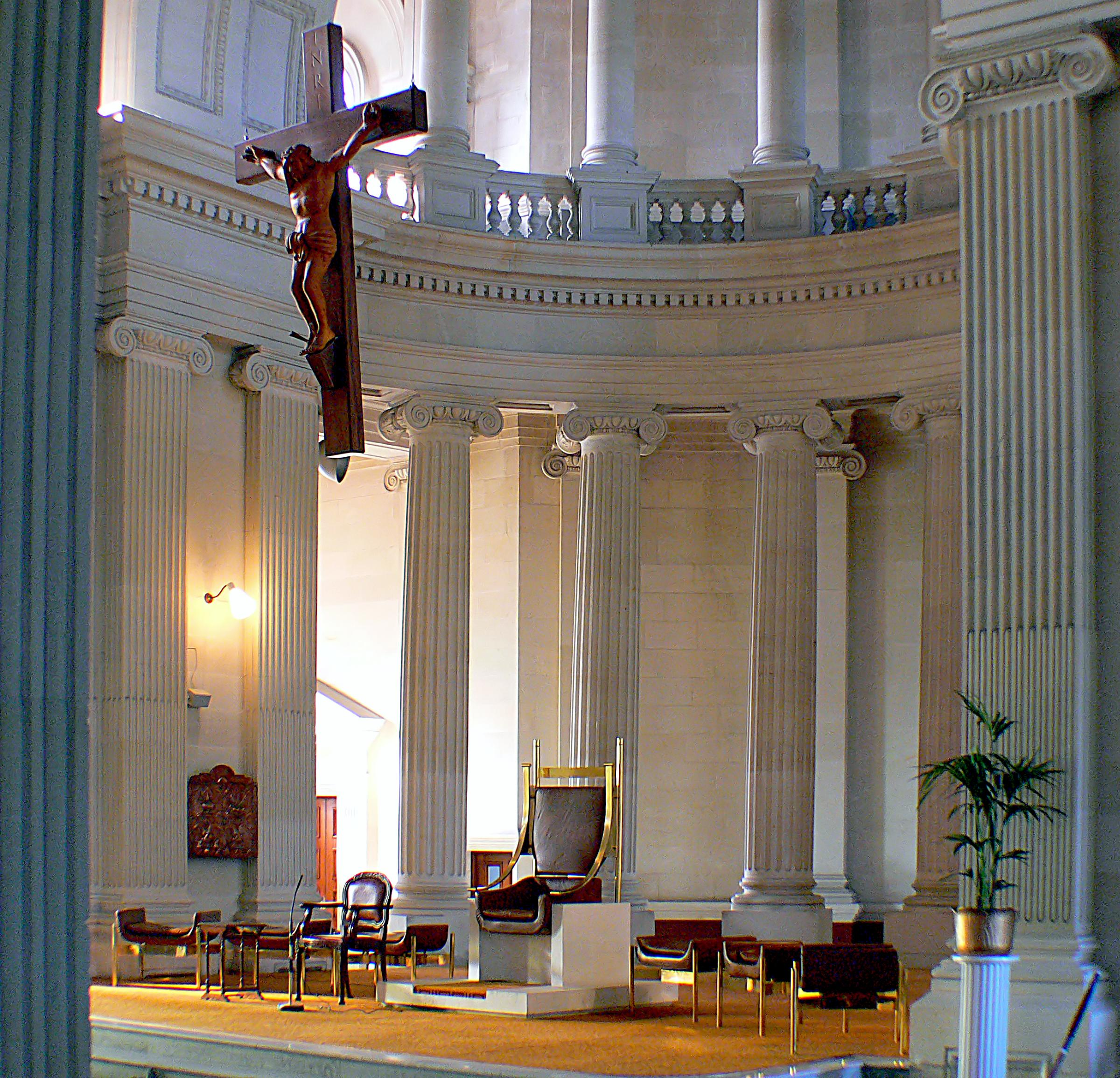
Interior de la Catedral del Santísimo Sacramento (Christchurch, Nueva Zelanda)

Se inició su construcción en 1901, para sustituir a una pequeña iglesia de madera que había sido diseñada por Benjamin Mountfort y que había estado en uso desde 1864. La catedral fue inaugurada oficialmente el 12 de febrero de 1905, cuatro años después del inicio de su edificación. El edificio, según afirman algunos, estuvo inspirado en el de la Iglesia de San Vicente de Paúl, en París, se consideraba el edificio del más puro estilo renacentista de Nueva Zelanda y el más destacado de muchos diseños realizados por Petre.
Abandonando el neogótico del siglo XIX, Petre diseñó la nueva iglesia en un ambiente renacentista. Obtuvo un mayor impacto visual mediante la colocación de la cúpula verde de estilo italiano con techo de cobre pero que no fue puesta en la sección transversal de la iglesia (como en la Basílica de San Pedro en Roma), sino colocada directamente por encima de la parte que correspondía al altar. En opinión de Petre, este elemento de diseño, junto con el ábside bizantino, agregó grandeza extra y el altar mayor lo situó en la tribuna. Las naves, el presbiterio así como los pórticos estaban llenos de columnas jónicas, la fachada de la entrada de la catedral se encontraba flanqueada por dos torres gemelas que eran parecidas en la forma a la de muchas de las iglesias del renacimiento de Europa.
Aunque a menudo se asemejaba a la catedral de San Pablo de Londres, es concebible que la mayor influencia de esta estructura procediera de Benoit Haffreingue. Durante sus años de formación Petre había seguido a Haffreingue en la reconstrucción de la catedral de Notre Dame de Boulogne-sur-Mer, una catedral francesa que tenía un plano muy similar a la del Santísimo Sacramento, como la localización polémica de la cúpula sobre el altar en lugar del centro de la catedral.
La Catedral estaba construida de hormigón y revestida de piedra caliza local de Oamaru, por lo que fue ampliamente aclamado su arquitecto, y lo que llevó al famoso escritor George Bernard Shaw describir a Petre como «el Brunelleschi de Nueva Zelanda». Cincuenta hombres estaban empleados en el lugar de obra, y más de 3400 m³ de piedra, 110 m³ de hormigón, y 90 toneladas de acero fueron utilizadas en la construcción. Problemas con la búsqueda de una piedra, apta para la construcción de una estructura tan grande causó dificultades financieras durante la construcción, y se necesitó un proyecto de ley especial a través del parlamento, por el entonces primer ministro Richard Seddon, para ayudar con la financiación del edificio. El costo total de la diócesis católica fue de £ 52.000.

## Destrucción

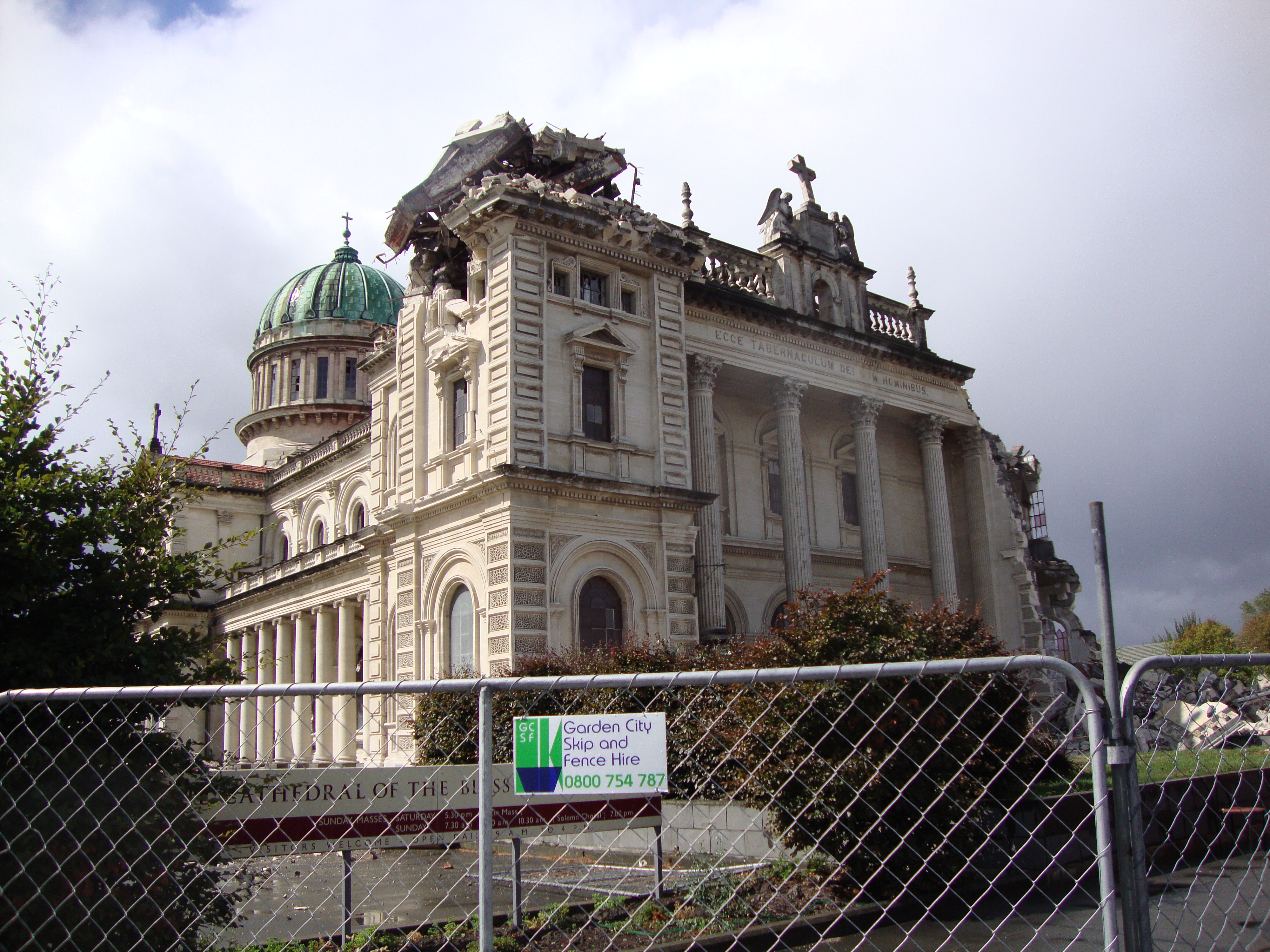
La catedral tras el terremoto de febrero de 2011, donde se observaba sus dos torres frontales prácticamente destruidas.

El 4 de septiembre de 2010, un terremoto de magnitud 7,1 provocó el cierre al público de la catedral por un tiempo indefinido para restaurar los daños causados por el sismo. A partir de aquí las misas y ceremonias de la catedral se celebraron en otros lugares cercanos, como en la adyacente capilla del Centro de Música.
El 22 de febrero de 2011, un fuerte seísmo de 6,3 grados sacudió la ciudad de Christchurch y causó daños considerables en la catedral: las dos torres campanario de la parte delantera del edificio se derrumbaron, con lo que gran parte de la fachada frontal quedó totalmente destruida, y grandes bloques de mampostería cayeron sobre los vehículos que en ese momento se encontraban en frente del edificio. Hubo también grandes grietas en torno a la cúpula principal de la catedral.
El 2 de marzo siguiente, el obispo Barry Philip Jones decidió que la cúpula de la catedral debería ser demolida, pues otro terremoto o una réplica podría hacerla caer por completo. Finalmente, se tomó esta decisión y la cúpula fue desmontada, al igual que fueron retiradas las estructuras dañadas que formaban las torres de la fachada, junto con los escombros de estas.
En 2021 se completó la demolición de todo el edificio.